# Ire'ne lara silva
ire'ne lara silva (en minúsculas por admiración a bell hooks) es una poeta y escritora feminista chicana lesbiana de Austin, Texas. Sus padres eran trabajadores agrícolas inmigrantes. Ha publicado numerosas obras de poesía, y su colección de cuentos ganó el Premio Literario Aztlán 2013. Un tema central de su trabajo es la supervivencia y la perseverancia de los indígenas a pesar de la colonización: "empoderémonos con ese conocimiento".

## Primeros años
Creció en el Valle del Río Grande del sur de Texas. Sus padres eran trabajadores agrícolas inmigrantes, y pasó muchos años con su familia mudándose "del sur de Texas a Mathis, a Oklahoma, a Nuevo México, al Mango de Texas y de regreso al sur de Texas".

## Carrera
Es autora de tres folletos de poesía, dos libros completos de poesía y una colección de cuentos. Su trabajo ha aparecido en varias revistas, incluidas Acentos Review, Pilgrimage y Yellow Medicine Review, y en varias antologías, incluidas Improbable Worlds: An Anthology of Texas and Louisiana Poets y The Weight of Addition: An Anthology of Texas Poetry.
La colección blood sugar canto fue publicada por Saddle Road Press en enero de 2016. Fue la coeditora junto a Dan Vera de IMANIMAN: Poets Reflect on Transformative & Transgressive Borders Through Gloria Anzaldúa 's Work, publicado por Aunt Lute Books (2016).

## Premios y reconocimientos
Su primera colección completa de poesía furia recibió una mención de honor en el Premio Internacional del Libro Latino 2011. Su colección de cuentos carne a hueso ganó el Premio Literario Aztlán 2013. Fue finalista de ficción del Premio Gift of Freedom 2013, y fue finalista del Premio al Libro del Año en Ficción Multicultural de Foreword Review.
Recibió el Premio Alfredo Cisneros del Moral 2014 y el Premio Gloria Anzaldúa Milagro 2008. Fue socia fundadora de la Conferencia de Escritores CantoMundo.
De 2004 a 2008, fue Coordinadora Ejecutiva del prestigioso Taller de Escritores Macondo, fundado por Sandra Cisneros. Fue también codirectora del Festival Literario Flor De Nopal.

## Obra

### Poesía
- ani'mal, Prensa La Loba, (2001), reimpreso Prensa Axoquentlatoa, (2010)[14]
- INDíGENA, Prensa La Loba, (2001), reimpreso Prensa Axoquentlatoa, (2010)[14]
- furia, Londres: Mouthfeel Press, (2010)
- Azucares duraderos, Little Rock: Sibling Rivalry Press, (2015)
- blood sugar canto, Hilo: Saddle Road Press (2016)
- Cuicacalli / Casa de la Canción, Saddle Road Press, 2019

### Cuentos cortos
- carne a hueso, San Francisco: Aunt Lute Books, (2013)

### Como editora
- Imaniman: Poets Writing in the Anzaldúan Borderlands. Aunt Lute Books. 2016. ISBN 9781879960930., con Dan Vera e introducción de Juan Felipe Herrera